# Варлен, Мария Викторовна
Мари́я Ви́кторовна Варлен (род. 19 сентября 1973, Москва РСФСР) — российский правовед, доктор юридических наук, директор Института «Аспирантура и докторантура» Московского государственного юридического университета имени О. Е. Кутафина (МГЮА).

## Биография
В 1990—1995 — Учёба на дневном факультете ВЮЗИ (МГЮА имени О. Е. Кутафина) по специальности «правоведение».
В 1995—1998 — очная аспирантура МГЮА, кафедра Конституционного и муниципального права России. В 1998 году защитила кандидатскую диссертацию в МГЮА по теме: «Сравнительно-правовой анализ законодательства о гражданстве стран Содружества Независимых Государств» под руководством академика РАН О. Е. Кутафина.
1998—2006 — Преподаватель, старший преподаватель, доцент, профессор в МГЮА на кафедре Конституционного и муниципального права, в 2001—2005 — заместитель декана, декан Московского вечернего факультета МГЮА.
В 2005—2008 — директор института правоведения МГЮА. В 2006 году присвоено ученое звание доцента.
В 2008—2012 — Ректор НОУ ВПО Первый Московский Юридический Институт г. Москва. В 2012 году защитила докторскую диссертацию в МГЮА имени О. Е. Кутафина по теме «Институт депутатского мандата в практике народного представительства в России».
В 2012 —2018 годах — директор Института магистратуры ФГБОУ ВО МГЮА имени О. Е. Кутафина.
С 2018  года - директор Института "Аспирантура и докторантура" Университета имени О.Е.Кутафина (МГЮА).
Замужем, воспитывает дочь.
Общественная и научная деятельность
- Член совета УМО по юридическому образованию РФ.
- Член экспертного совета по Высшему и послевузовскому профессиональному образованию Комитета Государственной Думы.
- Член совета ассоциации негосударственных вузов России.
- Член Ассоциации юристов России.
- Член редакционного совета научного журнала ВАК Минобрнауки России «Юрист ВУЗа».

## Награды и звания
- 2004 г. — Преподаватель года МГЮА в номинации преподаватель государственно-правового цикла.
- 2006 г. — Почетная грамота Министерства юстиции РФ.
- 2004 г. — Почетная грамота Федеральной службы РФ по контролю за оборотом наркотиков.
- 2011 г. — Почетный работник высшего профессионального образования Российской Федерации.
- 2014 г. — Медаль За содействие органам наркоконтроля. ФСКН России.
- 2021 г. - Медаль За заслуги в защите прав и свобод граждан. Федеральная палата адвокатов РФ.
- 2021 г. - Благодарственное письмо Совета Федерации Федерального Собрания Российской Федерации.
- 2021 г. - Почетная грамота Ассоциации юристов России.
- 2022 г. - Почетный работник сферы образования Российской Федерации.

## Основные работы
Монографии
- Депутатский мандат в Российской Федерации: конституционно-правовые основы. (Совместно с Фадеевым В. И.). М., 2008.
- Гражданство: Россия и СНГ. М., 2008.
- Статус парламентария: теоретические проблемы. М., 2011.
- Конституционные основы порядка формирования и деятельности представительных органов в Российской Федерации. (Совместно с К.С. Мазуревским). М., 2022.

Статьи
- Особенности конституционного статуса парламентария в международном праве и зарубежном законодательстве // Правоведение. 2010. № 3.
- Правовой статус законодательных (представительных) органов государственной власти субъектов Российской Федерации в Приволжском федеральном округе: компетенция и структура // Вестник СГАП. 2010. № 3 (73).
- Генезис конституционно-правового статуса парламентария // Lex Russica. 2010. № 2.